# Tuamotuichthys bispinosus
Tuamotuichthys bispinosus är en fiskart som beskrevs av Møller, Schwarzhans och Nielsen 2004. Tuamotuichthys bispinosus ingår i släktet Tuamotuichthys och familjen Bythitidae. Inga underarter finns listade i Catalogue of Life.